# José Esteban Muñoz
José Esteban Muñoz (9. August 1967 in Havanna – 3. Dezember 2013 in New York City) war ein kubanoamerikanischer Theoretiker und Hochschullehrer, der sich auf den Gebieten der Queer-Theorie, Performance Studies, Cultural Studies und kritischen Theorie betätigte.

## Leben
Muñoz wurde 1967 in Havanna geboren. Seine Eltern emigrierten sechs Jahre nach seiner Geburt in die Vereinigten Staaten, wo er in einem kubanisch geprägten Vorort von Miami aufwuchs. Er besuchte das Sarah Lawrence College und promovierte 1994 in Literatur an der Duke University. Im Anschluss und bis an sein Lebensende arbeitete und lebte er in New York. Er war dort Professor am Department of Performance Studies der Tisch School of the Arts.

## Werk
In seinen Arbeiten, in denen er Fragen von Identität, Queerness, Race und Marginalisierung nachging, beschäftigte sich Muñoz nicht nur mit seinen eigenen Erfahrungen als kubanischstämmiger queerer Punk, sondern auch häufig mit Kunst insbesondere queerer Künstler. Er wurde dabei u. a. vom Chicana-Feminismus und Schwarzer Marxistischer Philosophie beeinflusst, zog aber z. B. für sein Werk Cruising Utopia auch Inspiration aus dem Denken Ernst Blochs. Muñoz’ Werk gilt innerhalb der Queer-Theorie als richtungsweisend.

## Schriften (Auswahl)
- Disidentifications: Queers of Color and the Performance of Politics (1999). Minneapolis: University of Minnesota Press. ISBN 978-0-8166-3015-8.
- Cruising Utopia: The Then and There of Queer Futurity (2009). New York: NYU Press. ISBN 978-1-4798-7456-9.
- The Sense of Brown (2020). Durham, NC: Duke University Press. ISBN 978-1-4780-1103-3.